# Robert Andrich
Robert Andrich (sinh ngày 22 tháng 9 năm 1994) là một cầu thủ bóng đá chuyên nghiệp người Đức hiện đang thi đấu cho câu lạc bộ Bundesliga Bayer Leverkusen và đội tuyển bóng đá quốc gia Đức. Vị trí sở trường của anh là tiền vệ phòng ngự, song anh cũng có thể thi đấu tốt ở vị trí tiền vệ trung tâm hoặc trung vệ.

## Sự nghiệp câu lạc bộ
Andrich bắt đầu sự nghiệp của mình tại Hertha BSC trước khi gia nhập Dynamo Dresden và SV Wehen Wiesbaden. Vào tháng 1 năm 2018, Andrich gia nhập 1. FC Heidenheim.
Sau hai mùa giải với Union Berlin, Andrich chuyển đến câu lạc bộ Bundesliga Bayer Leverkusen và ký hợp đồng 5 năm có thời hạn đến năm 2026. Vào ngày 13 tháng 9 năm 2022, anh ghi bàn thắng đầu tiên tại Champions League trong chiến thắng 2–0 trước Atlético Madrid trong mùa giải 2022–23.
Vào ngày 27 tháng 4 năm 2024, anh ghi một bàn thắng ở phút bù giờ thứ 96 trong trận hòa 2–2 trước VfB Stuttgart để kéo dài chuỗi trận bất bại của Leverkusen trên mọi đấu trường trong mùa giải 2023–24 của họ. Vài ngày sau, vào ngày 2 tháng 5, anh ghi bàn từ ngoài vòng cấm trong chiến thắng 2–0 trên sân khách trước Roma ở trận bán kết lượt đi Europa League.

## Sự nghiệp quốc tế
Andrich từng chơi cho các đội tuyển trẻ quốc gia Đức từ năm 2011 đến năm 2013.
Vào tháng 10 năm 2023, Andrich lần đầu tiên được gọi vào đội tuyển quốc gia Đức cho hai trận giao hữu với Hoa Kỳ và México. Vào ngày 21 tháng 11 năm 2023, anh ra mắt cho đội tuyển quốc gia trong trận giao hữu với Áo.
Andrich được xác nhận có mặt trong đội hình 26 người chung cuộc tham dự UEFA Euro 2024 vào ngày 7 tháng 6.

## Đời tư
Chú của anh, Frieder, từng chơi ở DDR-Oberliga cho Stahl Riesa và Vorwärts Frankfurt.

## Thống kê sự nghiệp

### Câu lạc bộ
Tính đến 17 tháng 5 năm 2025
| Câu lạc bộ          | Mùa giải            | Giải vô địch         | Giải vô địch | Giải vô địch | Cúp quốc gia | Cúp quốc gia | Châu lục | Châu lục | Khác | Khác | Tổng cộng | Tổng cộng |
| Câu lạc bộ          | Mùa giải            | Hạng đấu             | Trận         | Bàn          | Trận         | Bàn          | Trận     | Bàn      | Trận | Bàn  | Trận      | Bàn       |
| ------------------- | ------------------- | -------------------- | ------------ | ------------ | ------------ | ------------ | -------- | -------- | ---- | ---- | --------- | --------- |
| Hertha BSC II       | 2012–13             | Regionalliga Nordost | 16           | 1            | —            | —            | —        | —        | —    | —    | 16        | 1         |
| Hertha BSC II       | 2013–14             | Regionalliga Nordost | 22           | 2            | —            | —            | —        | —        | —    | —    | 22        | 2         |
| Hertha BSC II       | 2014–15             | Regionalliga Nordost | 14           | 8            | —            | —            | —        | —        | —    | —    | 14        | 8         |
| Hertha BSC II       | Tổng cộng           | Tổng cộng            | 52           | 11           | —            | —            | —        | —        | —    | —    | 52        | 11        |
| Dynamo Dresden      | 2014–15             | 3. Liga              | 13           | 0            | 1            | 0            | —        | —        | —    | —    | 14        | 0         |
| Dynamo Dresden      | 2015–16             | 3. Liga              | 8            | 1            | —            | —            | —        | —        | 3    | 0    | 11        | 1         |
| Dynamo Dresden      | Tổng cộng           | Tổng cộng            | 21           | 1            | 1            | 0            | —        | —        | 3    | 0    | 25        | 1         |
| SV Wehen Wiesbaden  | 2016–17             | 3. Liga              | 31           | 3            | —            | —            | —        | —        | 4    | 0    | 35        | 3         |
| SV Wehen Wiesbaden  | 2017–18             | 3. Liga              | 28           | 4            | 2            | 0            | —        | —        | 2    | 1    | 32        | 5         |
| SV Wehen Wiesbaden  | Tổng cộng           | Tổng cộng            | 59           | 7            | 2            | 0            | —        | —        | 6    | 1    | 67        | 8         |
| 1. FC Heidenheim    | 2018–19             | 2. Bundesliga        | 25           | 4            | 2            | 0            | —        | —        | —    | —    | 27        | 4         |
| Union Berlin        | 2019–20             | Bundesliga           | 30           | 1            | 4            | 3            | —        | —        | —    | —    | 34        | 4         |
| Union Berlin        | 2020–21             | Bundesliga           | 29           | 5            | 2            | 0            | —        | —        | —    | —    | 31        | 5         |
| Union Berlin        | 2021–22             | Bundesliga           | 0            | 0            | 1            | 0            | —        | —        | —    | —    | 1         | 0         |
| Union Berlin        | Tổng cộng           | Tổng cộng            | 59           | 6            | 7            | 3            | —        | —        | —    | —    | 66        | 9         |
| Bayer Leverkusen    | 2021–22             | Bundesliga           | 26           | 4            | 1            | 0            | 5        | 3        | —    | —    | 32        | 7         |
| Bayer Leverkusen    | 2022–23             | Bundesliga           | 29           | 2            | 1            | 0            | 11       | 1        | —    | —    | 41        | 3         |
| Bayer Leverkusen    | 2023–24             | Bundesliga           | 28           | 4            | 6            | 1            | 11       | 1        | —    | —    | 45        | 6         |
| Bayer Leverkusen    | 2024–25             | Bundesliga           | 23           | 2            | 4            | 0            | 7        | 0        | 1    | 0    | 35        | 2         |
| Bayer Leverkusen    | Tổng cộng           | Tổng cộng            | 106          | 12           | 12           | 1            | 34       | 5        | 1    | 0    | 153       | 18        |
| Tổng cộng sự nghiệp | Tổng cộng sự nghiệp | Tổng cộng sự nghiệp  | 322          | 41           | 24           | 4            | 34       | 5        | 10   | 1    | 390       | 51        |

1. ↑  Bao gồm DFB-Pokal
2. ↑  Ra sân tại Cúp bóng đá Sachsen
3. 1 2  Ra sân tại Cúp bóng đá Hessen
4. 1 2  Ra sân tại UEFA Europa League
5. ↑  Ra sân năm lần và ghi một bàn thắng tại UEFA Champions League, ra sân sáu lần tại UEFA Europa League
6. ↑  Số lần ra sân tại UEFA Champions League
7. ↑  Ra sân tại DFL-Supercup

### Quốc tế
Tính đến 23 tháng 3 năm 2025
| Đội tuyển quốc gia | Năm       | Trận | Bàn |
| ------------------ | --------- | ---- | --- |
| Đức                | 2023      | 1    | 0   |
| Đức                | 2024      | 15   | 0   |
| Đức                | 2025      | 2    | 0   |
| Tổng cộng          | Tổng cộng | 18   | 0   |

## Danh hiệu

### Câu lạc bộ
Bayer Leverkusen
- Bundesliga: 2023–24[11]
- DFB-Pokal: 2023–24
- DFL-Supercup: 2024[12]
- Á quân UEFA Europa League: 2023–24